# پاشنه‌کش

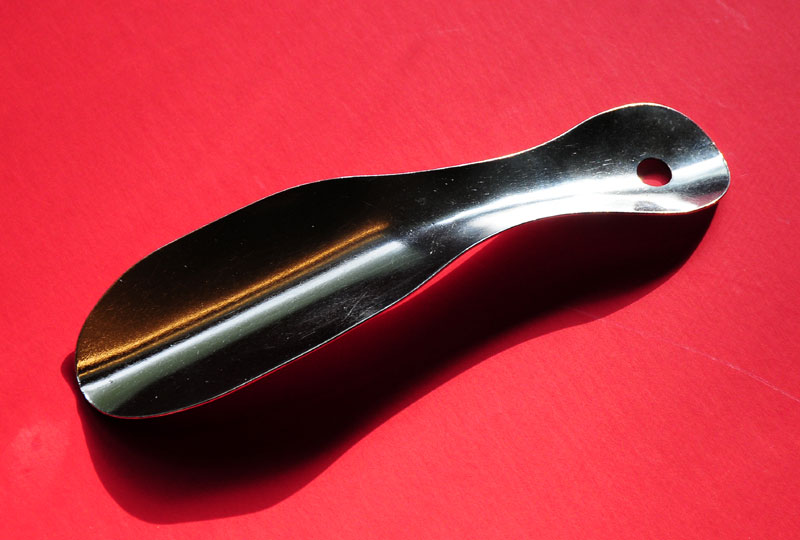
یک پاشنه‌کش فلزی.

پاشنه‌کش وسیله‌ای است که کمک می‌کند راحت‌تر کفش پوشیده شود. اگر از پاشنه‌کش استفاده نشود ممکن است پشت کفش خم شود و آسیب ببیند. اگر پاشنه‌کش بلند باشد بهتر است زیرا باعث می‌شود بدن کمتر خم شود و البته باید به اندازهٔ کافی تُرد نیز باشد تا در اثر فشار خم نشود. پاشنه‌کش‌ها در انواع فلزی، چوبی و چرمی یافت می‌شوند. البته نوع فلزی بهتر است چون به راحتی لیز می‌خورد و به جوراب آسیب نمی‌زند در نتیجه استفاده از آن راحت‌تر است. پاشنه‌کش نباید خیلی صاف یا خیلی گود باشد بلکه باید انحنای آن دقیقاً مانند انحنای پشت پا باشد.
در قدیم برخی از پاشنه‌کش به عنوان وسیله‌ای برای ایجاد خنده در فیلم استفاده می‌کردند و برخی نیز به جمع آوری آن دست می‌زدند.